# Pablo Torrijos
Pablo Torrijos Navarro (Castellón, 12 de mayo de 1992) es un atleta español especializado en triple salto. Poseyó el récord de España de su especialidad, tanto al aire libre como en pista cubierta, entre 2017 y 2022. Compite en las filas del Club Atletismo Playas de Castellón y ha sido internacional por España en diversas ocasiones.

## Palmarés
- Campeón de España Juvenil de triple en pista cubierta (2008)
- Campeón de España Júnior de triple en pista cubierta (2011)
- Campeón de España Promesa de triple en pista cubierta (2013)
- Campeón de España Promesa de triple al aire libre (2013)
- Campeón de España Absoluto de triple al aire libre (2013)[1]
- Campeón de España Absoluto de triple en pista cubierta (2014)[2]
- Campeón de España Absoluto de triple al aire libre (2014)[3]
- Récord de España Promesa de triple al aire libre (16.87)
- Campeón de España absoluto de triple salto en pista cubierta (2015) con una marca de 17,03

## Palmarés Internacional
- CM-jv 2009 - Bressanone Triple - (18QB/6.79)
- FOJE 2009 - Tampere - Longitud (7Q1/6.77)
- Gimn 2010 - Doha - Triple (8.º/14.88)
- CE-j 2011 - Tallin - Triple (6.º/15.71)
- CE23 2013 - Tampere - Triple (8.º/16.06)
- CEsel 2014 - Braunschweig ETC - Triple (6.º/16.16)
- CE 2014 - Alcobendas - Triple (1.º/16,87)
- CEUR 2014 - Zúrich - Triple (8.º/16,56)
- CEURINdoor- Praga - Triple (2/17,04)

## Progresión en los últimos años
| Año/Edad | Club                | Triple | Ptº.Rank.ESP |
| -------- | ------------------- | ------ | ------------ |
| 2007     | Playas de Castellón | 13.71  |              |
| 2008     | Playas de Castellón | 14.51  |              |
| 2009     | Playas de Castellón | 15.20  | (15/1jv)     |
| 2010     | Playas de Castellón | 15.56  | (7/2j)       |
| 2011     | Playas de Castellón | 16.16  | (5/2j)       |
| 2012     | Playas de Castellón | 16.08  | (5)          |
| 2013     | Playas de Castellón | 16.28  | (2)          |
| 2014     | Playas de Castellón | 16.87  | (1)          |
| 2015     | Playas de Castellón | 17.04  | (1)          |
| 2016     | Playas de Castellón | 16.89  | (1)          |
| 2017     | Playas de Castellón | 16.96  | (1)          |
| 2018     | Playas de Castellón | 16.98  | (1)          |
| 2019     | Playas de Castellón | 16.89  | (1)          |
| 2020     | Playas de Castellón | 17.18  | (1)          |

## Marcas personales
| Prueba            | Marca | Viento | Lugar     | Fecha               |
| ----------------- | ----- | ------ | --------- | ------------------- |
| Salto de longitud | 7.53  | + 0.6  | Toledo    | 21 de julio de 2012 |
| Triple salto      | 17.09 | + 1.6  | Castellón | 29 de julio de 2020 |

| Prueba            | Marca | Lugar    | Fecha               |
| ----------------- | ----- | -------- | ------------------- |
| Salto de longitud | 7.43  | Sabadell | 15 de enero de 2011 |
| Triple salto      | 17.18 | Orense   | 1 de marzo de 2020  |